# Халберштат
Халберштат (њем. Halberstadt) град је у њемачкој савезној држави Саксонија-Анхалт. Једно је од 20 општинских средишта округа Харц. Према процјени из 2010. у граду је живјело 43.224 становника. Посједује регионалну шифру (AGS) 15085135, NUTS (DEE09) и LOCODE (DE HST) код.

## Географски и демографски подаци
Халберштат се налази у савезној држави Саксонија-Анхалт у округу Харц. Град се налази на надморској висини од 122 метра. Површина општине износи 143,0 km². У самом граду је, према процјени из 2010. године, живјело 43.224 становника. Просјечна густина становништва износи 302 становника/km².